# 航空会社コード

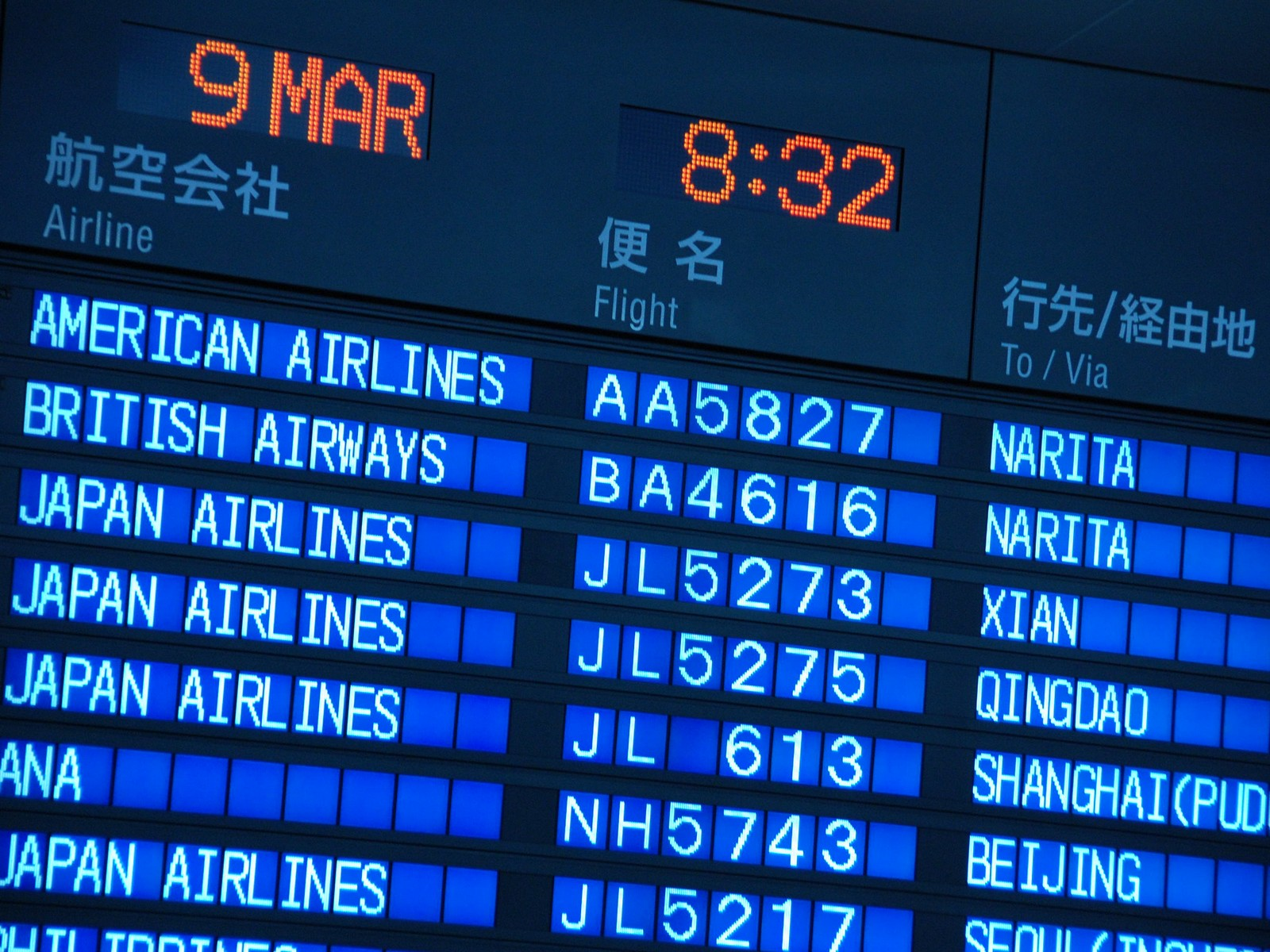
航空会社コード（2レターコード）と便名が表示された出発案内表示

航空会社コード（こうくうがいしゃコード）は、航空会社を識別するために付けられる固有のコード。便名と共に表記される場合も多い。ただし、国内線やチャーター便を専門に運航する航空会社などの一部ではコードを持たない会社も存在する。
代表的なコードとして国際航空運送協会（IATA）によって定められるIATA航空会社コード（通称：2レターコード）、国際民間航空機関 （ICAO）によって定められるICAO航空会社コード（通称：3レターコード）の2種類がある。

## IATA航空会社コード（2レターコード）
IATA航空会社コード（IATA Airline Designators）の2レターコードは国際航空運送協会 (IATA) により定められており、世界各地の航空会社に割り当てられている。主に航空券（特に国際線）や旅行会社でのデータ処理など、旅行業関連の商用ベースで使用されている。形式はラテンアルファベット2文字、またはアルファベット1文字+数字1文字 である。この場合、数字部分は名義尺度の一部に過ぎず、数字部分の大小や比率などに意味はない。アルファベット1文字+数字1文字の場合、便名を表示した際にエアアジアXの「D7537便」のようにコードの数字と便名が一連の組み合わせに見えてしまうが、アルファベット1文字のみがコードとして割り当てられることはない。この場合は航空会社コードが「D7」、便名が「537」である。
コードの2文字は自由に付与することができるが、基本的に先願主義（早い者勝ち）なので、早く申請した航空会社には、会社の略称にちなんだコードが割り当てられていたことが多かった。また、新興航空会社などだと、アルファベットだけでは足りないため、数字が入ったコードを使っているところも多い。（ダリアビア航空=H8、ユナイテッド・パーセル・サービス=5Xなど）加えて、同じコードを、異なる地域の複数の航空会社に割り当てる場合もある。例えば、かつて日本に存在していたハーレクィンエアに当てられていたJHは、同時期にブラジルに存在していたノルデステ航空にも与えられていた(現在、JHはフジドリームエアラインズに割り当てられている)。2レターコードが変更された例はニュージーランド航空（TE→NZ）、ソラシドエア（6J→LQ→6J）などがある。合併や倒産により存在しなくなった会社の2レターコードが、後に別の会社のコードとして採用されることもある。その例として日本航空と合併した日本エアシステムが使用していたJD（前身のひとつである日本国内航空"Japan Domestic Airlines"に由来する2レターコードである）が、現在は中華人民共和国の新興航空会社である北京首都航空が使用している。日本航空グループ内でJALエクスプレスが日本航空に吸収された時、日本エアコミューターがそれまで使っていたコードを3Xから元JALエクスプレスのJCへと変更した。また、一部の航空会社ではこの2レターコードを社名の由来とするところもある。（例：S7航空）
IATA航空会社コードの例
- JL - 日本航空（JAL）
- NH - 全日本空輸（ANA）
- BC - スカイマーク
- 7G - スターフライヤー
- 6J - ソラシドエア
- U2 - イージージェット

## ICAO航空会社コード（3レターコード）
ICAO航空会社コード（3レターコード）は国際連合の付属機関である国際民間航空機関 (ICAO) により定められているコード。形式はアルファベット3文字である。主に航空管制やフライトプラン等、航空機の運航に関連する公的機関のレベルで使用されている。日本の場合、日本航空=JAL、全日本空輸=ANAなど、機体に表記されている略称と3レターコードが同じの場合が多いが、違う場合もある。 例えば旧・中日本エアラインサービス（後にエアーセントラル、現在はANAウイングスに統合）の略称はNALだったが、3レターコードはALSで登録されていた。ちなみにNALはアメリカの旧・ナショナル航空であった。
航空会社ではないが、航空機メーカーのボーイングやエアバスにも3レターコードは付与されており、テストフライトなどで使用される。
また、IATA2レターコードと異なり、既存のコードが別の会社にも与えられるということはない。日本国内では便名の案内においてICAOコードと異なる略称を使用している場合もある（例：天草エアライン（ICAO:AHX）の略称はAMXであるが、ICAOコードのAMXはアエロメヒコ航空に割り当てられている）。
ICAO航空会社コードの例
- JAL - 日本航空
- ANA - 全日本空輸
- BAW - ブリティッシュ・エアウェイズ
- AFR - エールフランス
- BOE - ボーイング
- AIB - エアバス

## アカウティングコード・プレフィックスコード
航空会社のアカウティングコードまたはプレフィックスコードは、IATAによって各航空会社に一意に割り当てられた3桁の番号で、主にチケット発行などの会計業務で航空会社を識別するために使用される。例えば、ルフトハンザカーゴ（LH/GEC）には020という会計コードが割り当てられており、この航空会社が発行するすべての航空券は「020-」で始まる。IATAのコード検索ページでは、各航空会社の会計コードを確認することができる。